# Bocula erota
Bocula erota är en fjärilsart som beskrevs av Swinhoe 1901. Bocula erota ingår i släktet Bocula och familjen nattflyn. Inga underarter finns listade i Catalogue of Life.